# タンテュリエ

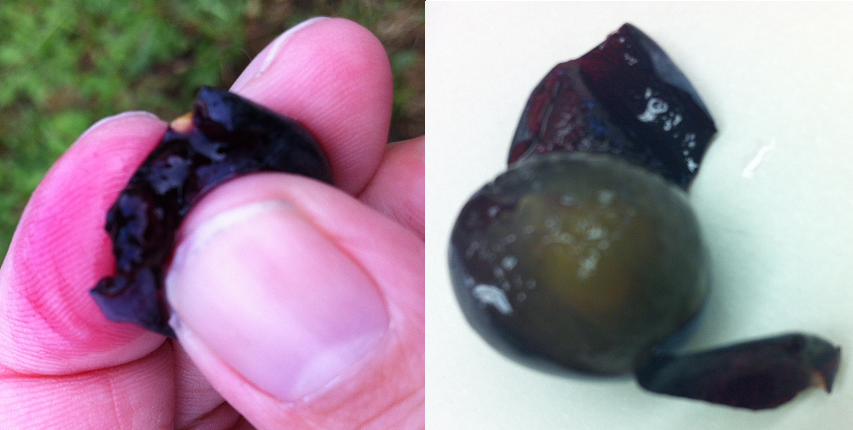
赤い果肉をしたタンテュリエ系ブドウ（左に示すAgria）と通常の赤ワイン用ブドウ品種（右に示すグルナッシュ）の違いを示す例。大半の赤ワイン用ブドウの果汁はグルナッシュのように無色であり、赤ワインの赤い色はワインの醸造過程で果皮から抽出される。

タンテュリエ（仏：Teinturier、フランス語発音: [tɛ̃tyʁje]）は果肉にアントシアニンを有するため、果肉や果汁が赤い色を持つブドウのことである。タンテュリエ系でない黒ブドウにおいては、アントシアニンは果皮の細胞にのみ存在しており、圧搾された果汁はほとんどの場合無色である。赤ワインの赤い色は通常、浸漬された果皮から発酵中に日数をかけて抽出される。タンテュリエという語はフランス語で「染め物師」を意味する。

## ワイン
タンテュリエ系のブドウは多量の色素を含む傍ら、通常、特別なワインを生み出す。これはおそらく、タンテュリエ系のブドウがアントシアニンと似た構造を有する物質であるタンニンを豊富に含むためである。多くのワイン醸造家たちは味に劇的な影響を与えることなく色を濃くするために少量のタンテュリエ系ブドウの果汁をワインに加えている。これに加え、森林火災の頻度の増加とそれに伴いワインへ煙の臭いがつくリスクの増大に対し、タンテュリエ系のブドウは果皮を除いて果汁を絞ったとしても赤ワインを造ることができる点で有用である。なぜなら、タンテュリエ系のブドウを用いてロゼワイン方式で製造したワインはロゼではなく赤ワインとなり、また、その地域にどれだけ煙の影響があったかによらず（煙の香りは果肉ではなく果皮に付着するため）煙の香りがしないものとなるからである。

## 例

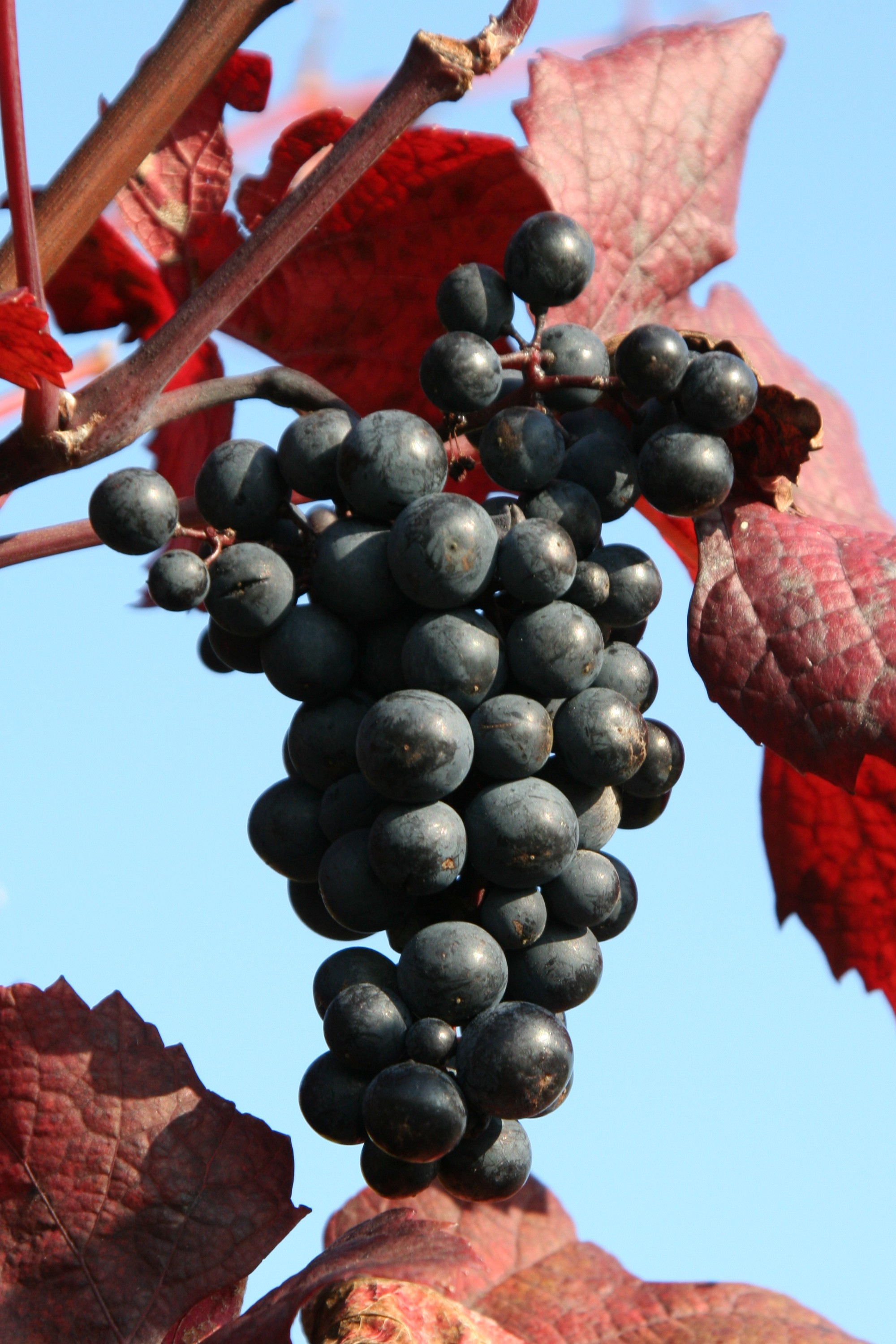
タンテュリエ系のブドウ品種Kolor

- アリカンテ・ブーシェ（英語版）
- アリカンテ・ガンザン（英語版）
- ガメイ・ド・ブーズ
- カルムラヒュット
- キャロライナ・ブラック・ローズ
- グラン・ノワール・ド・ラ・カルメット（英語版）
- ゴルボク（英語版）
- コロリーノ（英語版）
- サペラヴィ
- サルヴァドール（英語版）
- ドュンケルフェルダー（英語版）
- プティ・ブーシェ（英語版）
- ブラック・スパニッシュ（英語版）
- マレシャル・フォッシュ（英語版）
- モラステル・ブーシェ（英語版）
- ルビーレッド（英語版）
- ロイヤルティ（英語版）